# Funzione indicatrice

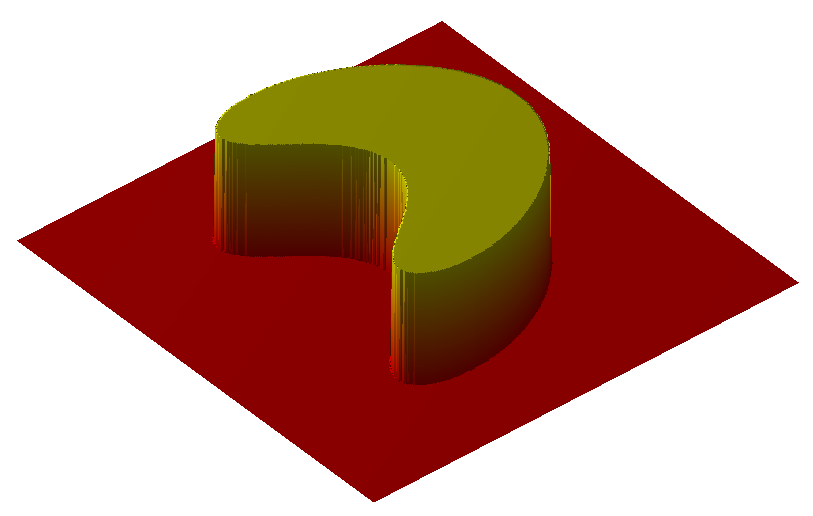
Funzione indicatrice di un insieme bidimensionale

In matematica, nel campo della teoria degli insiemi, se {\displaystyle A} è un sottoinsieme dell'insieme {\displaystyle X}, la funzione indicatrice, o funzione caratteristica di {\displaystyle A} è quella funzione da {\displaystyle X} all'insieme {\displaystyle \{0,1\}} che sull'elemento {\displaystyle x\in X} vale {\displaystyle 1} se {\displaystyle x} appartiene ad {\displaystyle A}, e vale {\displaystyle 0} in caso contrario.

## Definizione
La funzione indicatrice di un sottoinsieme {\displaystyle A} di {\displaystyle X} è una funzione
{\displaystyle \mathbf {1} _{A}:X\to \lbrace 0,1\rbrace }
definita come
{\displaystyle \mathbf {1} _{A}(x)=\left\{{\begin{matrix}1&{\mbox{se}}\ x\in A\\0&{\mbox{se}}\ x\notin A\end{matrix}}\right.}
La funzione indicatrice di {\displaystyle A} è talvolta indicata con {\displaystyle \chi _{A}(x)} oppure {\displaystyle I_{A}(x).}

## Proprietà fondamentali
La funzione che associa un sottoinsieme {\displaystyle A} di {\displaystyle X} alla sua funzione indicatrice {\displaystyle \mathbf {1} _{A}} è iniettiva; il suo codominio è l'insieme delle funzioni {\displaystyle \mathbf {f} \colon X\to \{0,1\}.}
Se {\displaystyle A} e {\displaystyle B} sono due sottoinsiemi di {\displaystyle X,} allora 
{\displaystyle \mathbf {1} _{A\cap B}=\min\{\mathbf {1} _{A},\mathbf {1} _{B}\}=\mathbf {1} _{A}\mathbf {1} _{B}\qquad {\mbox{e}}\qquad \mathbf {1} _{A\cup B}=\max\{{\mathbf {1} _{A},\mathbf {1} _{B}}\}=\mathbf {1} _{A}+\mathbf {1} _{B}-\mathbf {1} _{A}\mathbf {1} _{B}.}
Più in generale, supponiamo che {\displaystyle A_{1},\ldots ,A_{n}} sia una collezione di sottoinsiemi di {\displaystyle X.}  Per ogni {\displaystyle x\in X} si ha che il prodotto
{\displaystyle \prod _{k=1}^{n}(1-\mathbf {1} _{A_{k}}(x))}
è chiaramente un prodotto di {\displaystyle 0} e {\displaystyle 1.} Questo prodotto ha il valore {\displaystyle 1} proprio in corrispondenza degli {\displaystyle x\in X} che non appartengono a nessuno degli insiemi {\displaystyle A_{k}} ed è {\displaystyle 0} altrove. Cioè
{\displaystyle \prod _{k=1}^{n}(1-\mathbf {1} _{A_{k}})=\mathbf {1} _{X-\bigcup _{k}A_{k}}=1-\mathbf {1} _{\bigcup _{k}A_{k}}.}
Sviluppando il prodotto a destra e a sinistra,
{\displaystyle \mathbf {1} _{\bigcup _{k}A_{k}}=1-\sum _{F\subseteq \{1,2,\ldots ,n\}}(-1)^{|F|}\mathbf {1} _{\bigcap _{F}A_{k}}=\sum _{\varnothing \neq F\subseteq \{1,2,\ldots ,n\}}(-1)^{|F|+1}\mathbf {1} _{\bigcap _{F}A_{k}}}
Dove {\displaystyle |F|} è la cardinalità di {\displaystyle F.} Questa è una delle forme del principio di inclusione-esclusione.
Come suggerito dal precedente esempio, la funzione indicatrice è uno strumento utile nella combinatoria. La notazione è usata in altri casi, ad esempio in teoria della probabilità: se {\displaystyle X} è uno spazio di probabilità con misura di probabilità {\displaystyle P} e {\displaystyle A} è un insieme misurabile, allora {\displaystyle \mathbf {1} _{A}} diventa una variabile casuale la cui media è uguale alla probabilità di {\displaystyle A:}
{\displaystyle E(\mathbf {1} _{A})=\int _{X}\mathbf {1} _{A}(x)\,dP=\int _{A}dP=P(A).}
Questa identità è usata in una dimostrazione semplice della disuguaglianza di Markov.
Se {\displaystyle A} è l'insieme di tutti i numeri positivi di {\displaystyle X} compreso lo zero se ne è incluso allora si può scrivere
{\displaystyle \mathbf {1} _{A}(x)=\mathbf {1} _{X^{+}}(x)=\mathrm {sgn} \left(\mathrm {sgn} (x)+1\right).}

## Analisi convessa
In analisi convessa, una branca dell'analisi matematica che studia funzioni e insiemi convessi, spesso con applicazioni alla teoria dell'ottimizzazione, si utilizza un'altra definizione di funzione indicatrice, che si rivela più utile per gli strumenti della disciplina: una funzione indicatrice è qui rappresentata da una {\displaystyle \chi _{A}:X\to \mathbb {R} \cup \{-\infty ,+\infty \}} tale che
{\displaystyle \chi _{A}(x):={\begin{cases}0,&x\in A;\\+\infty ,&x\not \in A.\end{cases}}}
Rispetto alla funzione indicatrice prima definita ha questo rapporto:
{\displaystyle \mathbf {1} _{A}(x)={\frac {1}{1+\chi _{A}(x)}}}
e
{\displaystyle \chi _{A}(x)=(+\infty )\left(1-\mathbf {1} _{A}(x)\right)}
relazioni valide ponendo per convenzione {\displaystyle {1 \over 0}=+\infty } e {\displaystyle {1 \over +\infty }=0}.